# 848 v.Chr.
Het jaar 848 v.Chr. is een jaartal volgens de christelijke jaartelling.

## Gebeurtenissen

### Palestina
- Begin van de regeerperiode van Joram, koning van Juda (einde van de periode: 841 v.Chr.).
- Revolutie van de Filistijnen, de Edomieten en de Libnah tegen Juda.
- Nederlaag van koning Salmanasser III van Assyrië in Damascus.